# オッカトル (クレーター)
オッカトル（英: Occator, [ɒˈkeɪtər]）は、準惑星ケレスに存在するクレーターである。

## 概要

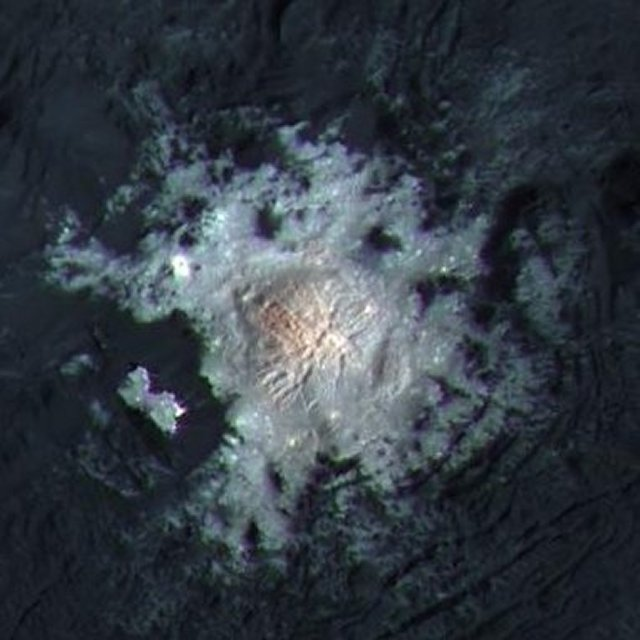
スポット5の拡大写真（色強調）

オッカトル・クレーターの内部には、探査機ドーンにより発見された明るい光点のうち、最も明るいスポット5 (Spot 5) が位置している。クレーターの領域は、地上のW・M・ケック天文台からの観測当時はリージョンA (Region A) と呼ばれていた。
オッカトル・クレーターの名称は、ローマ神話の馬鍬の神及びケレースの従神オッカトルに由来する。
2016年現在、こうした明るい光点については未だ不明な部分が大きいが、硫酸マグネシウム六水和物 (MgSO4·6H2O) を含んだ塩によるものではないかといった推測がなされている。また光点ではアンモニアに富んだ粘土も発見されている。

## 画像

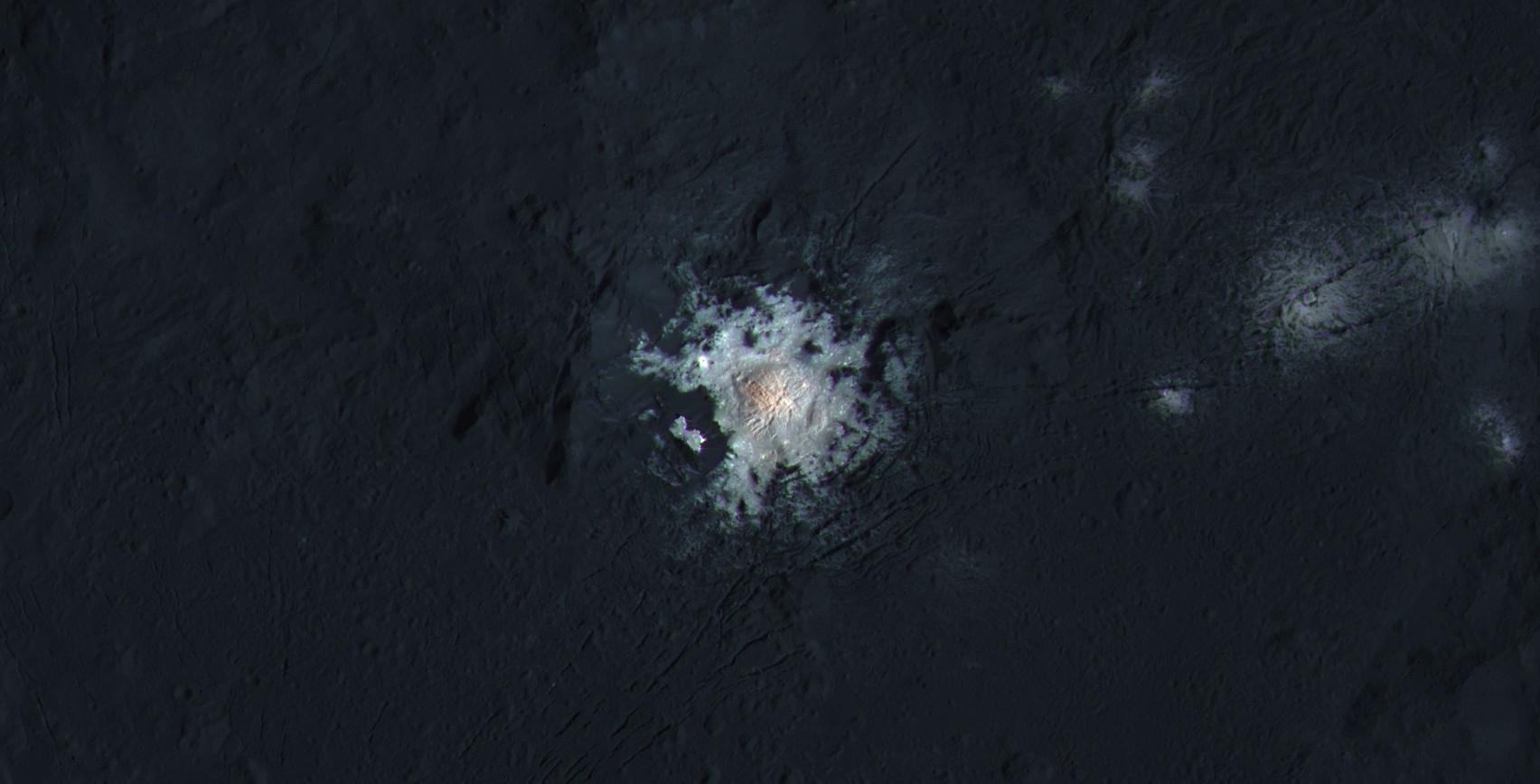
クレーター中央部（色強調、LAMO（低高度観測軌道）からの画像、2016年2月）

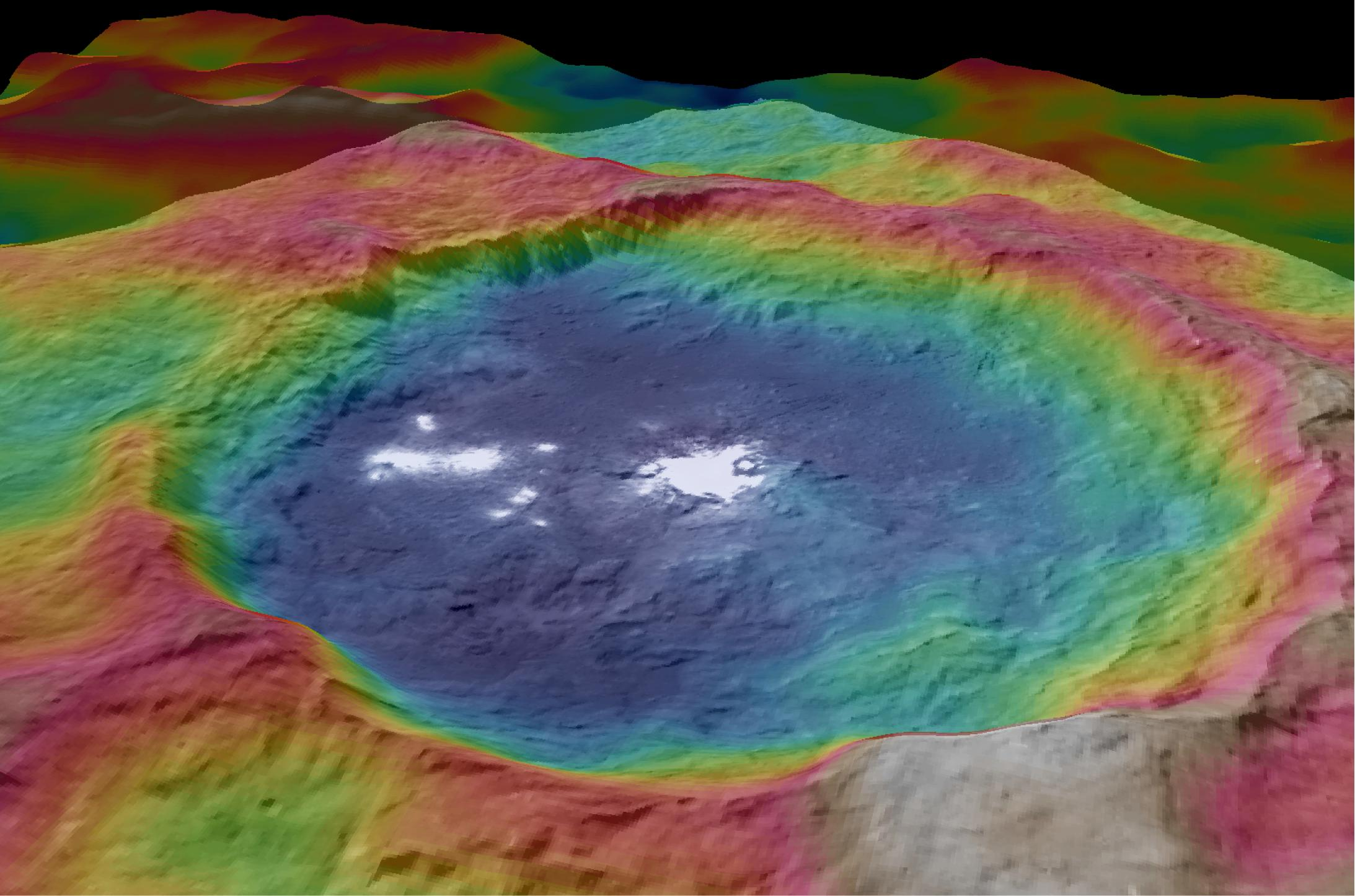
オッカトルの地形図（2015年10月）
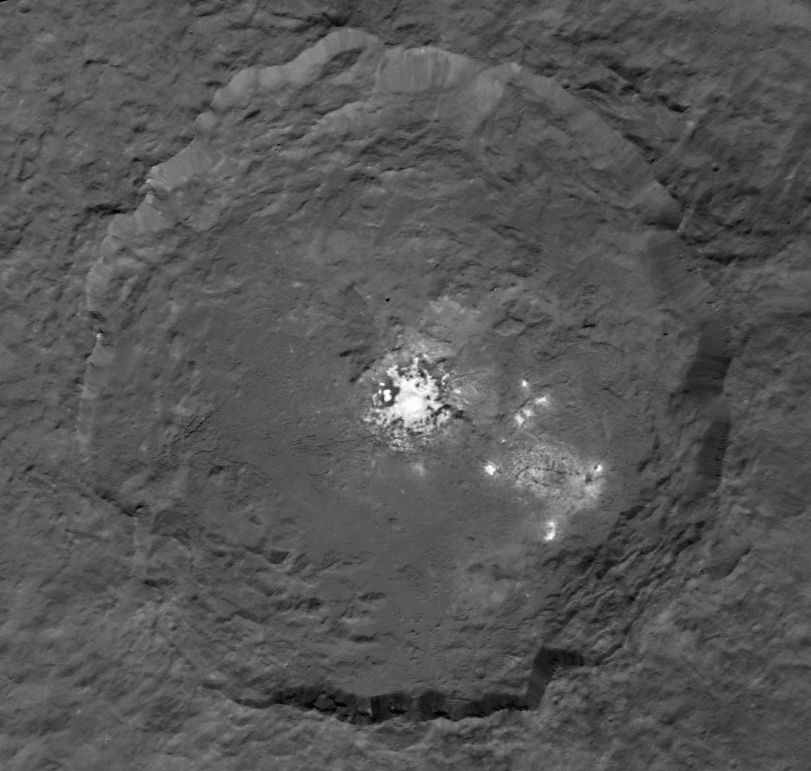
HAMO（高高度観測軌道）からの画像
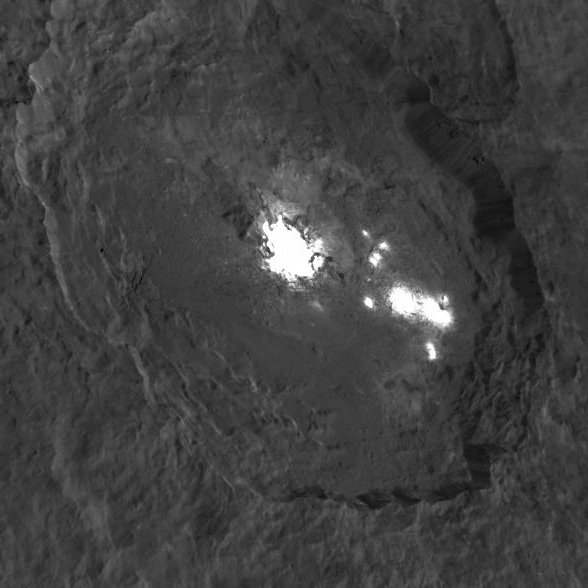
斜め方向から見たクレーター（2015年10月）
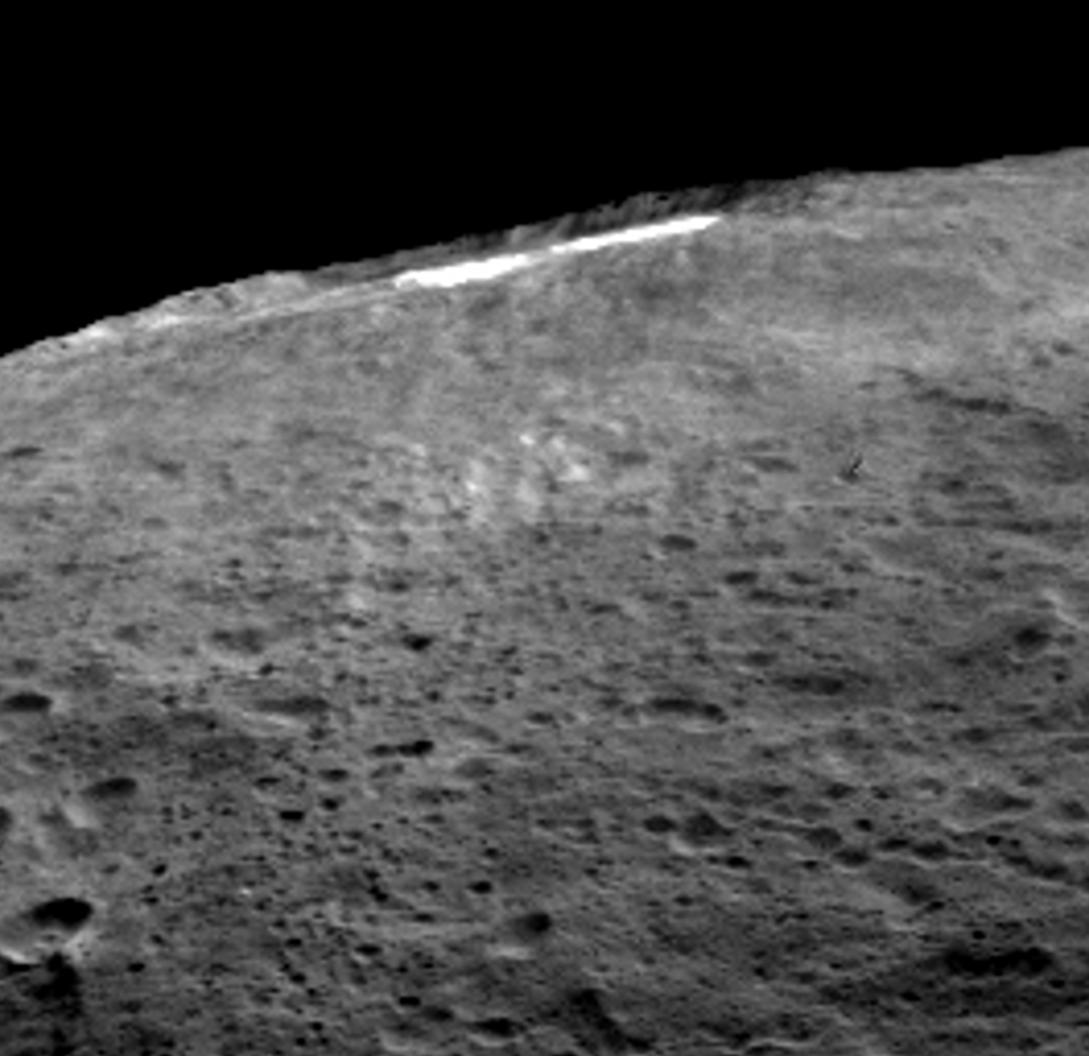
水平方向から見たクレーター（2015年12月）
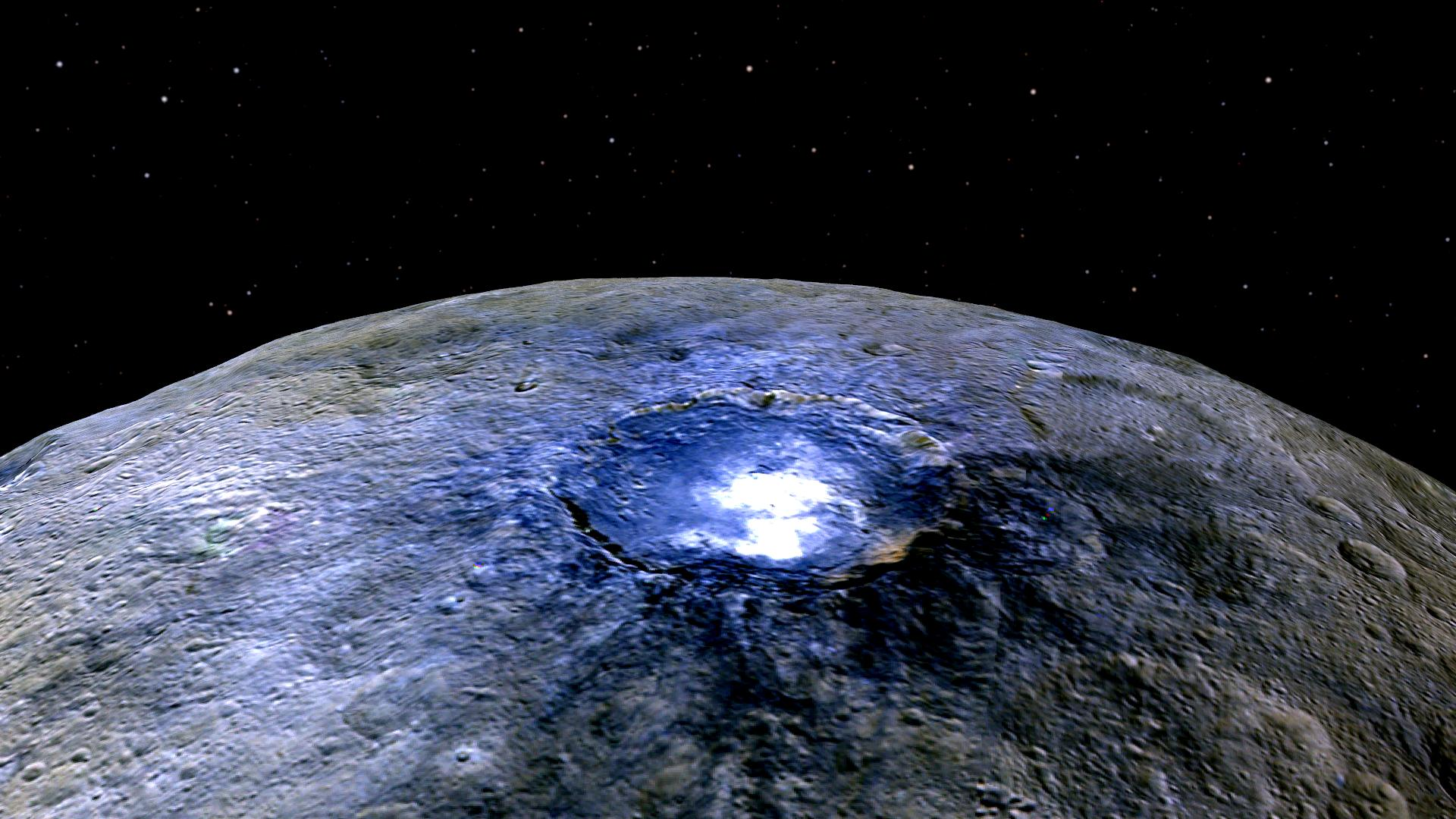
彩色したクレーター（2015年12月）
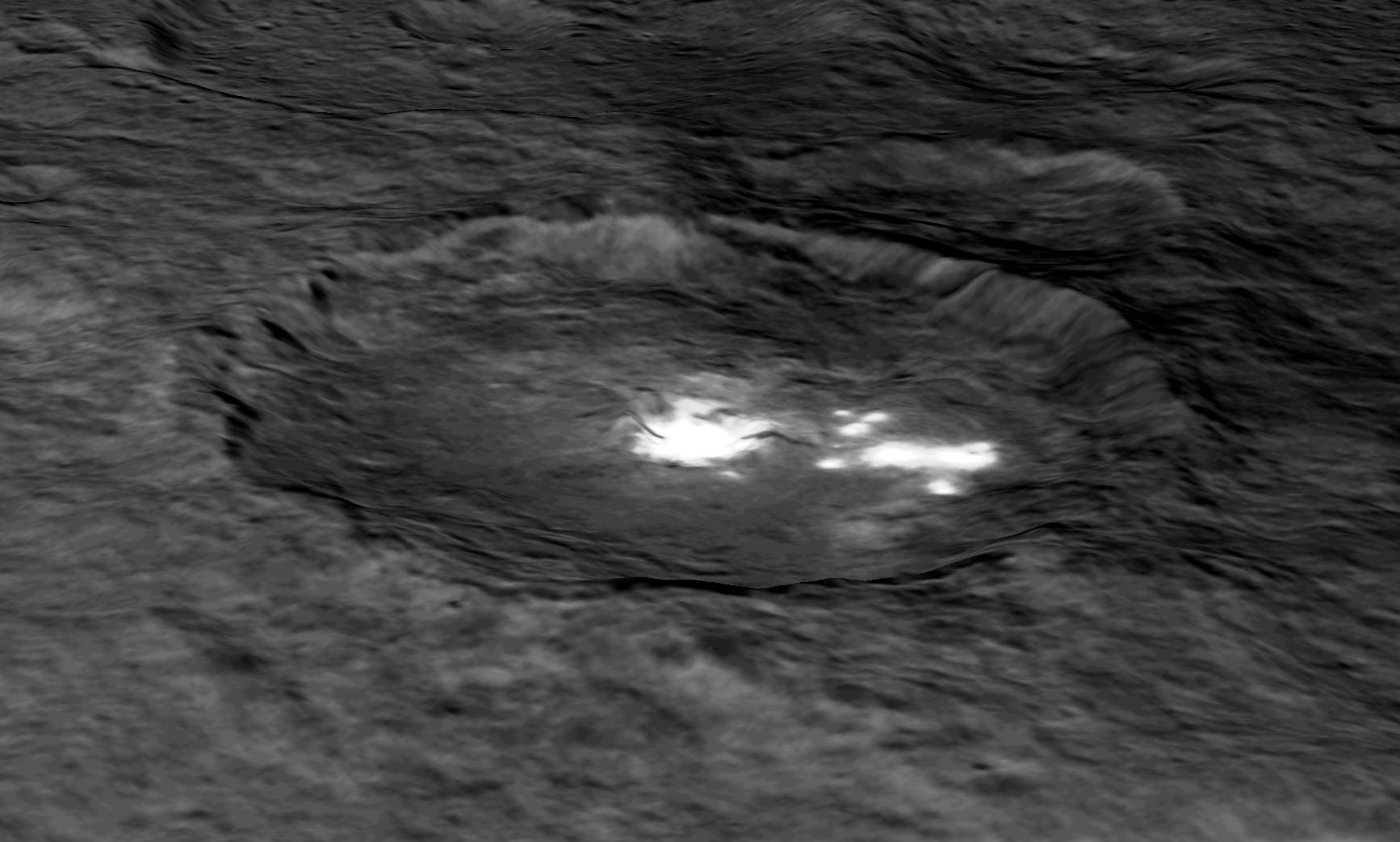
クレーターの立体モデル（2015年12月）
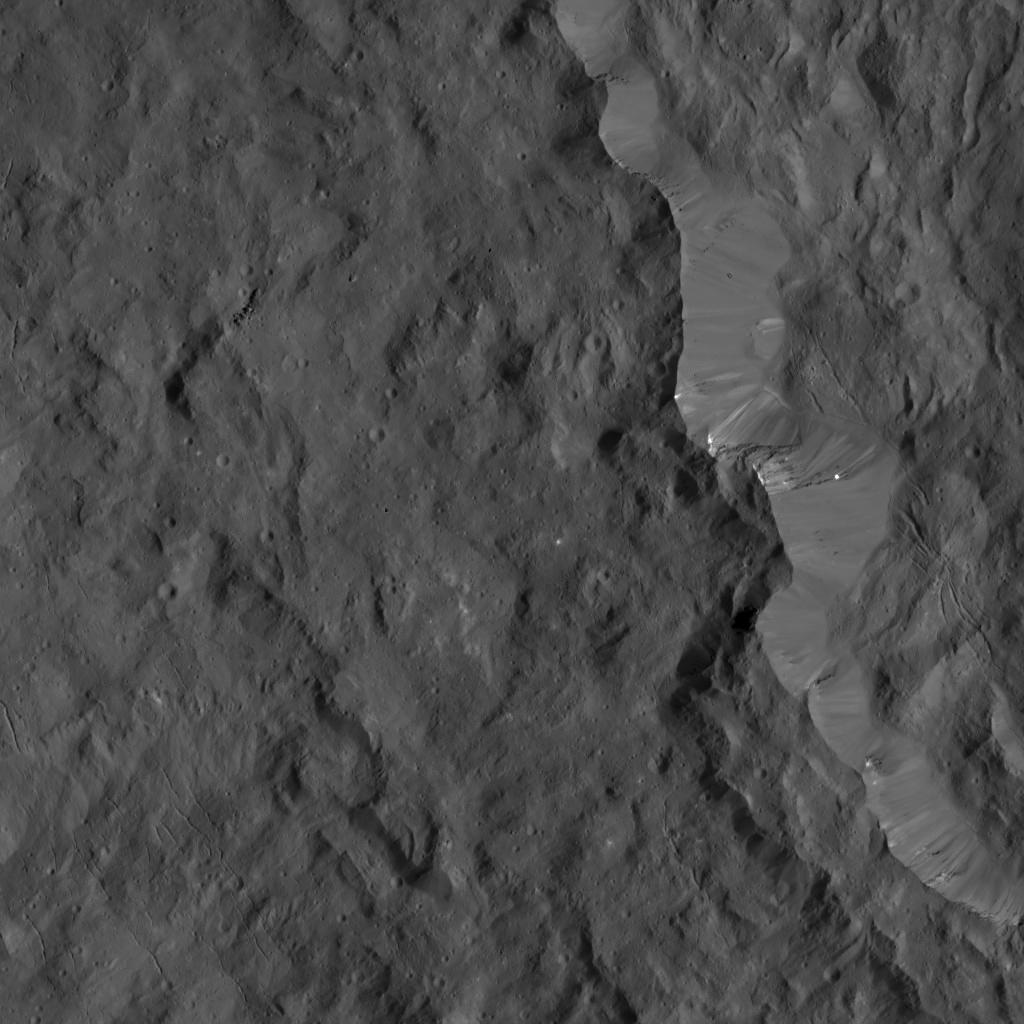
西側外縁部（2016年1月）
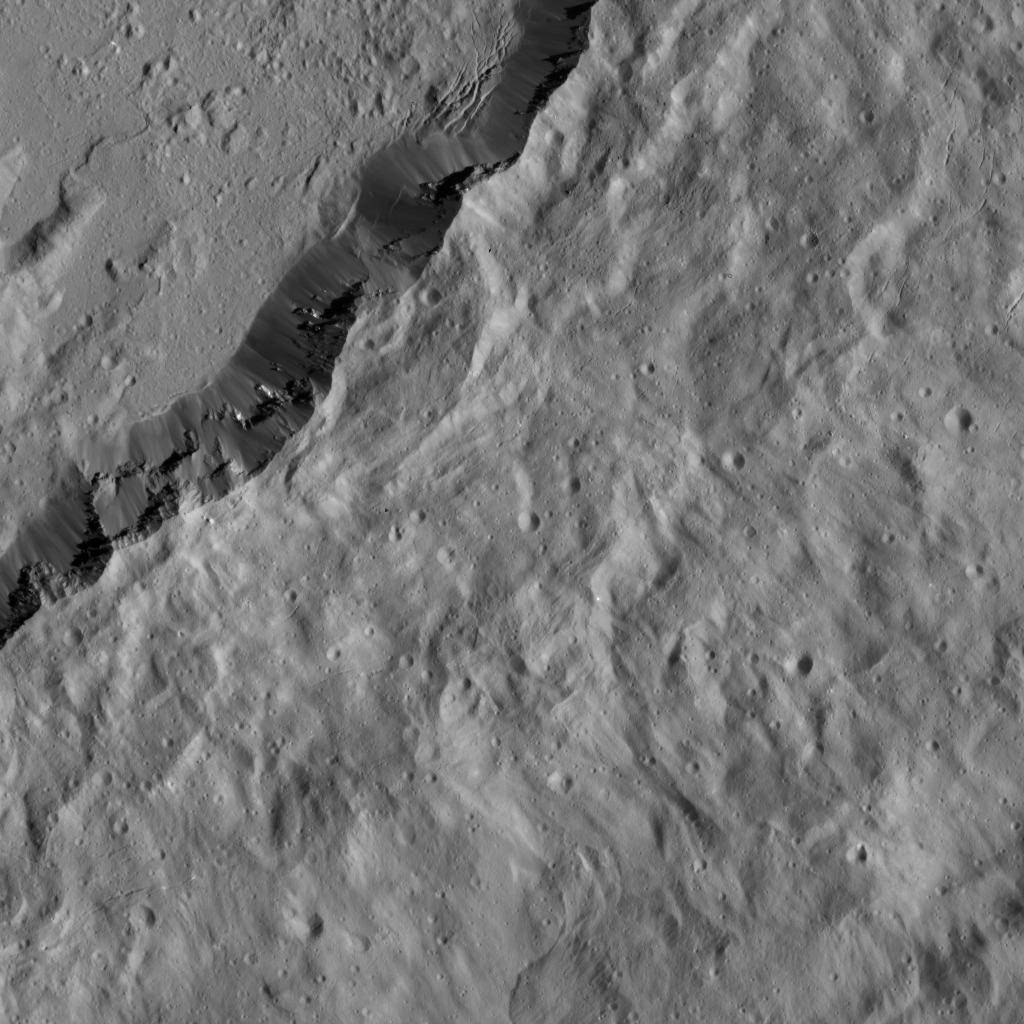
南東側外縁部（2016年1月）